# Nossa Senhora de Walsingham
Nossa Senhora de Walsingham é uma devoção mariana da Bem-Aventurada Virgem Maria reconhecida pelos católicos e alguns anglicanos associada às aparições marianas a Richeldis de Faverches, uma piedosa nobre inglesa, em 1061 na aldeia de Walsingham em Norfolk, Inglaterra. Lady Richeldis mandou construir uma estrutura chamada "The Holy House" em Walsingham, que mais tarde se tornou um santuário e local de peregrinação.
Ao passar a guarda da Santa Casa, o filho de Richeldis, Geoffrey, deixou instruções para a construção de um priorado em Walsingham. O convento passou aos cuidados dos cônegos regulares de Santo Agostinho, entre 1146 e 1174.
O Papa Pio XII concedeu uma coroação canônica à imagem católica por meio do núncio papal, Dom Gerald O'Hara, em 15 de agosto de 1954, com uma coroa de ouro financiada por suas devotas, agora veneradas na Basílica de Nossa Senhora de Walsingham.

## Aparição mariana

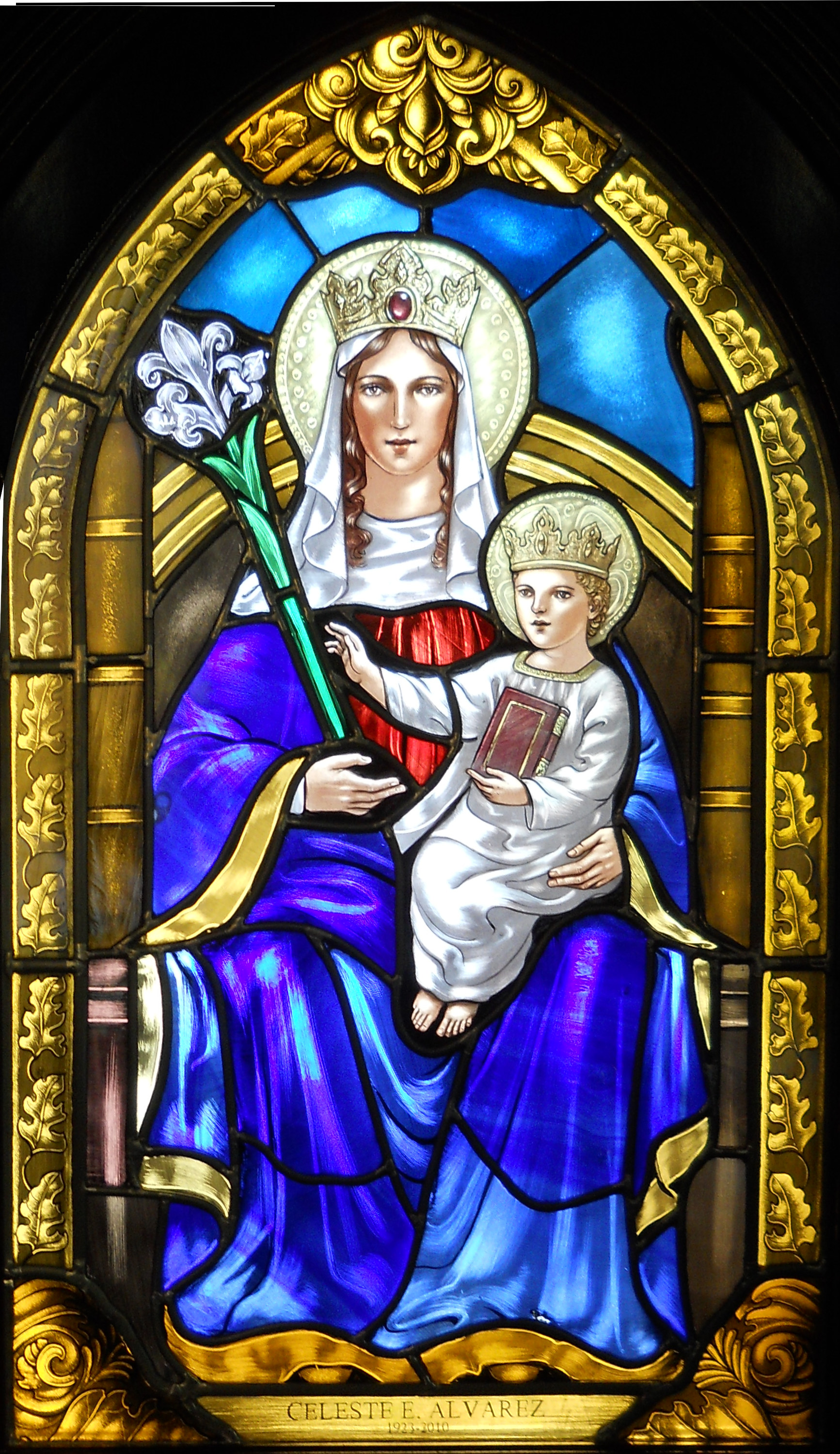
Um vitral com Nossa Senhora de Walsingham. Igreja Episcopal de Todos os Santos, Jensen Beach, Flórida

De acordo com a tradição, em uma aparição mariana a Lady Richeldis, a Bem - Aventurada Virgem Maria levou a alma de Richeldis da Inglaterra para Nazaré durante um êxtase religioso para mostrar a casa onde a Sagrada Família viveu e onde ocorreu a Anunciação do Arcanjo Gabriel. Richeldis recebeu a tarefa de construir uma réplica de uma casa em seu vilarejo, na Inglaterra. O edifício passou a ser conhecido como a "Casa Santa", e mais tarde tornou-se um santuário e um centro de peregrinação a Walsingham.
A imagem moderna de madeira foi esculpida em Oberammergau, Alemanha, e já foi associada à Virgem da Misericórdia sob o venerado título mariano de Nossa Senhora do Resgate, às vezes redigido localmente como "Nossa Senhora do Dote". A popularidade do culto mariano gradualmente localizou o lugar de devoção como "Nossa Senhora de Walsingham".

## Santa Casa e peregrinações
O historiador J.C. Dickinson argumenta que a capela foi fundada na época de Eduardo, o Confessor, por volta de 1053, os primeiros feitos nomeando Richeldis, a mãe de Geoffrey de Favraches, como o fundador. Dickinson afirma que, em 1169, Geoffrey concedeu "a Deus e a Santa Maria e a Edwy seu escrivão a capela de Nossa Senhora", que sua mãe fundou em Walsingham com a intenção de que Edwy fundasse um priorado. Esses presentes foram, pouco depois, confirmados aos cônegos agostinianos de Walsingham por Robert de Brucurt e Roger, conde de Clare.
No entanto, o historiador Bill Flint (2015) contestou a data de fundação estabelecida por Dickinson, argumentando que o 1161 Norfolk Roll se refere apenas à fundação do priorado e não ao santuário. Flint apóia a data anterior de 1061 dada na Balada Pynson e afirma que neste ano, a Rainha Edite, a Bela, Senhora da Mansão, foi a provável visionária de Walsingham.
Na época de sua destruição em 1538 durante o reinado de Henrique VIII, o santuário havia se tornado um dos maiores centros religiosos da Inglaterra e da Europa, junto com Glastonbury e Canterbury. Foi um local de peregrinação durante a época medieval, quando devido a guerras e turbulências políticas, viajar para Roma e Santiago de Compostela era tedioso e difícil.
No entanto, o patrocínio real ajudou o santuário a crescer tanto em riqueza quanto em popularidade, recebendo visitas reais dos seguintes reis e rainhas:
- Rei Henrique III
- Rei Eduardo I
- Rei Eduardo II
- Rei Henrique IV
- Rei Eduardo IV
- Rei Henrique VII
- Rei Henrique VIII
- Rainha Catarina de Aragão [4]

Visitando em 1513, Erasmo de Roterdão escreveu o seguinte:
"Quando você olha para dentro, você diria que é a morada dos santos, tão brilhantemente ela brilha com gemas, ouro e prata ... Nossa Senhora está no escuro do lado direito do altar ... uma pequena imagem, notável nem por seu tamanho, material ou mão de obra. "
Foi também um local de peregrinação para a Rainha Catarina de Aragão, que era uma peregrina regular. Da mesma forma, Ana Bolena também anunciou publicamente a intenção de fazer uma peregrinação, mas isso nunca aconteceu. Sua riqueza e prestígio não impediram, porém, que fosse uma casa desordenada. A visita do bispo Nicke em 1514 revelou que o prior levava uma vida escandalosa e que, entre muitas outras coisas, tratava os cônegos com insolência e brutalidade; os próprios cônegos freqüentavam tavernas e eram briguentos. O prior, William Lowth, foi removido e em 1526 alguma ordem decente foi restaurada.

## Destruição

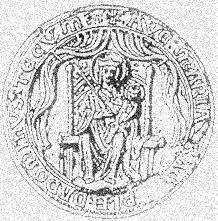
Selo antigo do priorado medieval, com o texto da Anunciação em torno da " Ave Maria Gratia Plena Dominus Tecum ", na qual a imagem atual de Oberammergau foi esculpida

A supressão dos mosteiros foi parte da Reforma Inglesa. A pretexto de descobrir alguma irregularidade na sua vida, Thomas Cromwell organizou uma série de visitas, cujos resultados levaram à supressão de fundações menores (que não incluíam Walsingham) em 1536. Seis anos antes, o prior, Richard Vowell, havia assinado sua aceitação da supremacia do rei, mas não os salvou. As ações de Cromwell foram motivadas politicamente, mas os cônegos, que tinham várias casas em Norfolk, não eram conhecidos por sua piedade ou ordem. O prior era evidentemente complacente, mas nem toda a comunidade sentia o mesmo. Em 1537, dois coristas leigos organizaram "a trama mais séria eclodida em qualquer lugar ao sul de Trento", intenção de resistir ao que eles temiam que, acertadamente, aconteceria com sua fundação. Como resultado, onze homens foram executados. O subprior, Nicholas Milcham, foi acusado de conspirar para se rebelar contra a supressão dos mosteiros menores e, com base em evidências frágeis, foi condenado por alta traição e enforcado fora dos muros do priorado.
A supressão do priorado de Walsingham veio no final de 1538, sob a supervisão de Sir Roger Townshend, um proprietário de terras local. Walsingham era famoso e sua queda simbólica.
John Hussey escreveu a Lord Lisle em 1538: "18 de julho: Neste dia, nossa falecida Senhora de Walsingham foi levada a Lambhithe ( Lambeth ), onde estava meu Lord Chanceler e meu Lord Privy Seal, com muitos prelados virtuosos, mas não foi oferecida nenhuma oblação nem vela: o que será dela não está determinado. " Diz-se que a imagem foi queimada com imagens de outros santuários em algum ponto, publicamente, em Londres. Dois cronistas, Hall e Speed, sugerem que a queima real não ocorreu até setembro.
O local do priorado com o cemitério e os jardins foi concedido pela Coroa a Thomas Sydney. Tudo o que restou foi a casa do portão, o arco da capela-mor e algumas construções externas. A balada elisabetana, "A Lament for Walsingham", expressa algo do que o povo de Norfolk sentiu pela perda de seu santuário de Nossa Senhora de Walsingham.

## Aprovações pontifícias
- O Papa Leão XIII emitiu um decreto papal de Roma abençoando a imagem mariana para veneração pública em 6 de fevereiro de 1897.
- O Papa Pio XII concedeu uma coroação canônica à imagem católica romana por meio do núncio papal, o bispo Gerald O'Hara, em 15 de agosto de 1954, com uma coroa de ouro financiada por suas devotas, agora veneradas na Capela Slipper.
- O Papa João Paulo II venerou a imagem do Pentecostes no Estádio de Wembley em 29 de maio de 1982 durante uma Santa Missa ao ar livre.
- O Papa Francisco elevou seu santuário ao status de basílica menor em 27 de dezembro de 2015 por meio de um decreto apostólico da Congregação para o Culto Divino e a Disciplina dos Sacramentos.[8]

## Revivalismo moderno

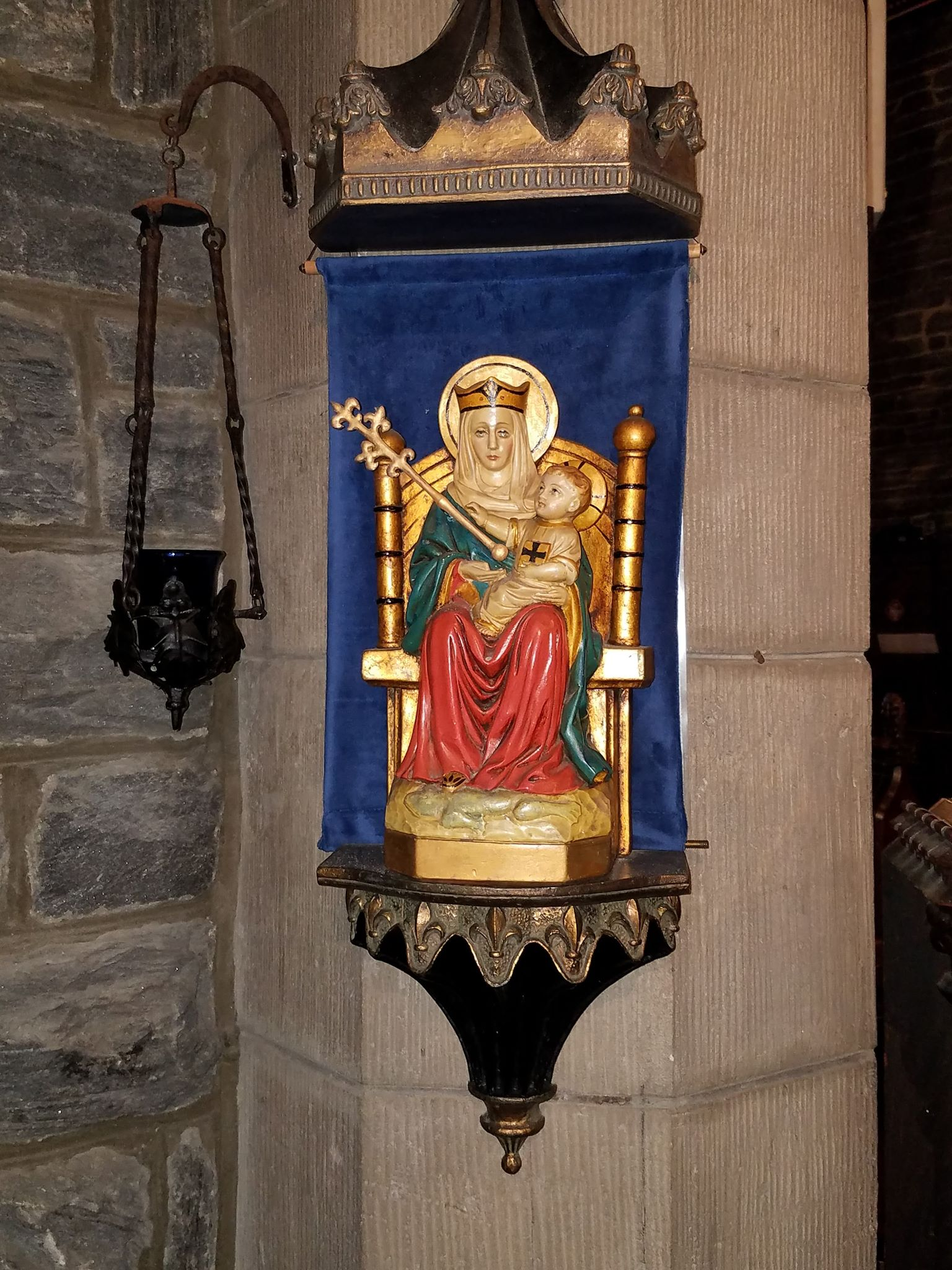
Santuário de Nossa Senhora de Walsingham na Igreja Episcopal do Bom Pastor (Rosemont, Pensilvânia)

Depois de quase quatrocentos anos, o século XX viu a restauração da peregrinação a Walsingham como uma característica regular da vida cristã nas Ilhas Britânicas e além. Existem santuários católicos e anglicanos em Walsingham, bem como um ortodoxo.

### Capela Slipper
Em 1340, a Capela Slipper foi construída em Houghton St Giles, a uma milha de Walsingham. Esta foi a capela da "estação" final no caminho para Walsingham. Era aqui que os peregrinos tiravam os sapatos para percorrer a última "milha sagrada" até o santuário, descalços. Daí a designação Capela 'Slipper'.
Em 1896 Charlotte Pearson Boyd comprou a Capela Slipper do século XIV, que teve séculos de uso secular, e iniciou sua restauração. A estátua da Mãe e do Filho foi esculpida em Oberammergau e baseada no desenho da estátua original - um desenho encontrado no selo medieval do Priorado de Walsingham.
Em 1897, o Papa Leão XIII restabeleceu a Capela Slipper do século XIV restaurada como um santuário católico, agora o centro do Santuário Nacional de Nossa Senhora de Walsingham. A Santa Casa foi reconstruída na Igreja da Anunciação em King's Lynn (Walsingham fazia parte desta paróquia católica em 1897).

### Santuário anglicano
O Santuário Anglicano de Nossa Senhora de Walsingham foi criado em 1938. Em 1921, o Fr. Hope Patten foi nomeado Vigário de Walsingham. Ele ergueu uma estátua de Nossa Senhora de Walsingham, com base na imagem retratada no selo do priorado medieval, na Igreja Paroquial de Santa Maria. Conforme o número de peregrinos ao local aumentava, uma nova capela foi dedicada em 1931 e a estátua foi transferida para ela. A capela foi ampliada em 1938 para formar o atual santuário anglicano.

## Veneração

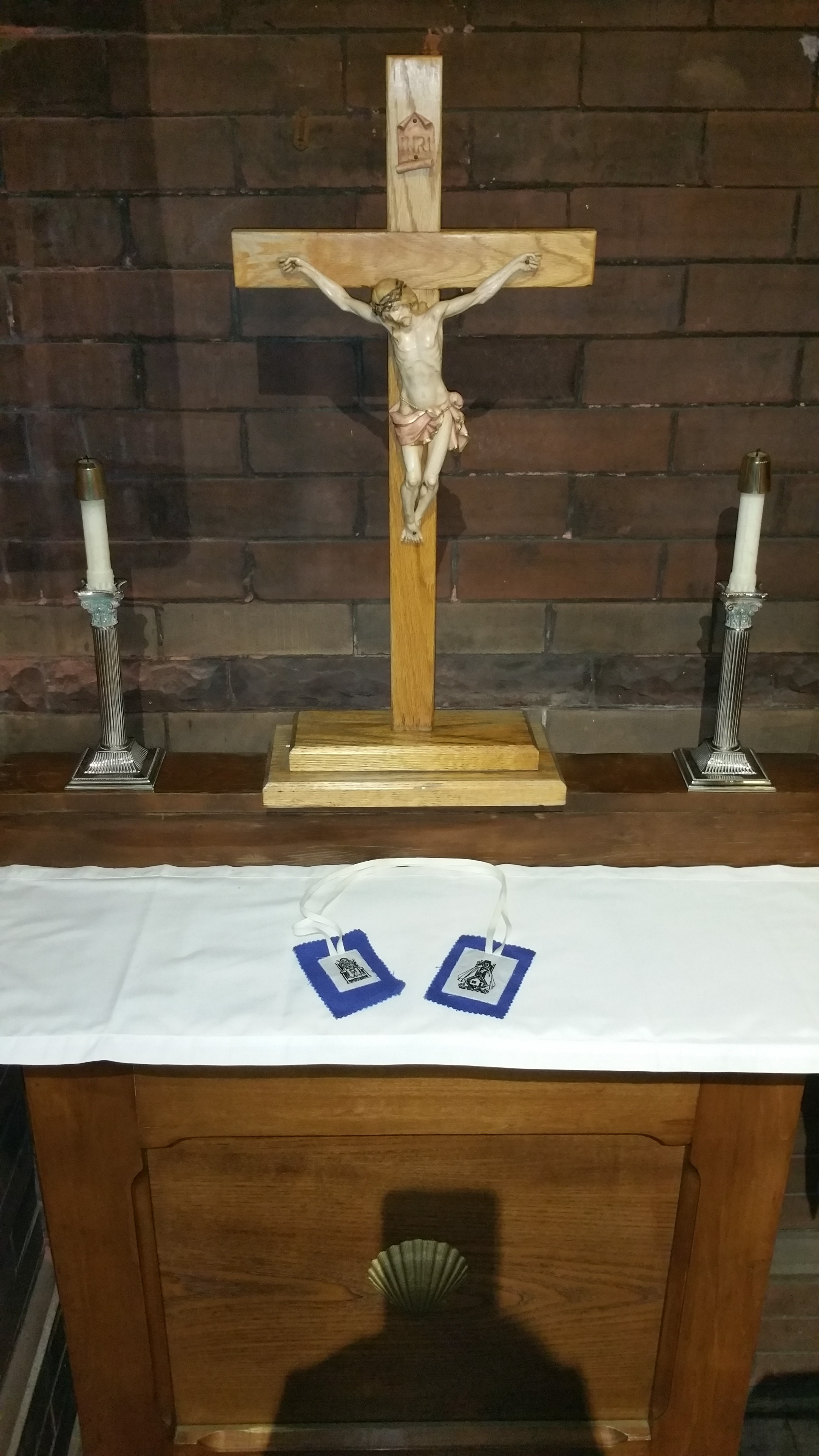
O Escapulário de Nossa Senhora de Walsingham, sentado em um altar-mor no Santuário Nacional de Nossa Senhora de Walsingham na Igreja Católica Anglicana

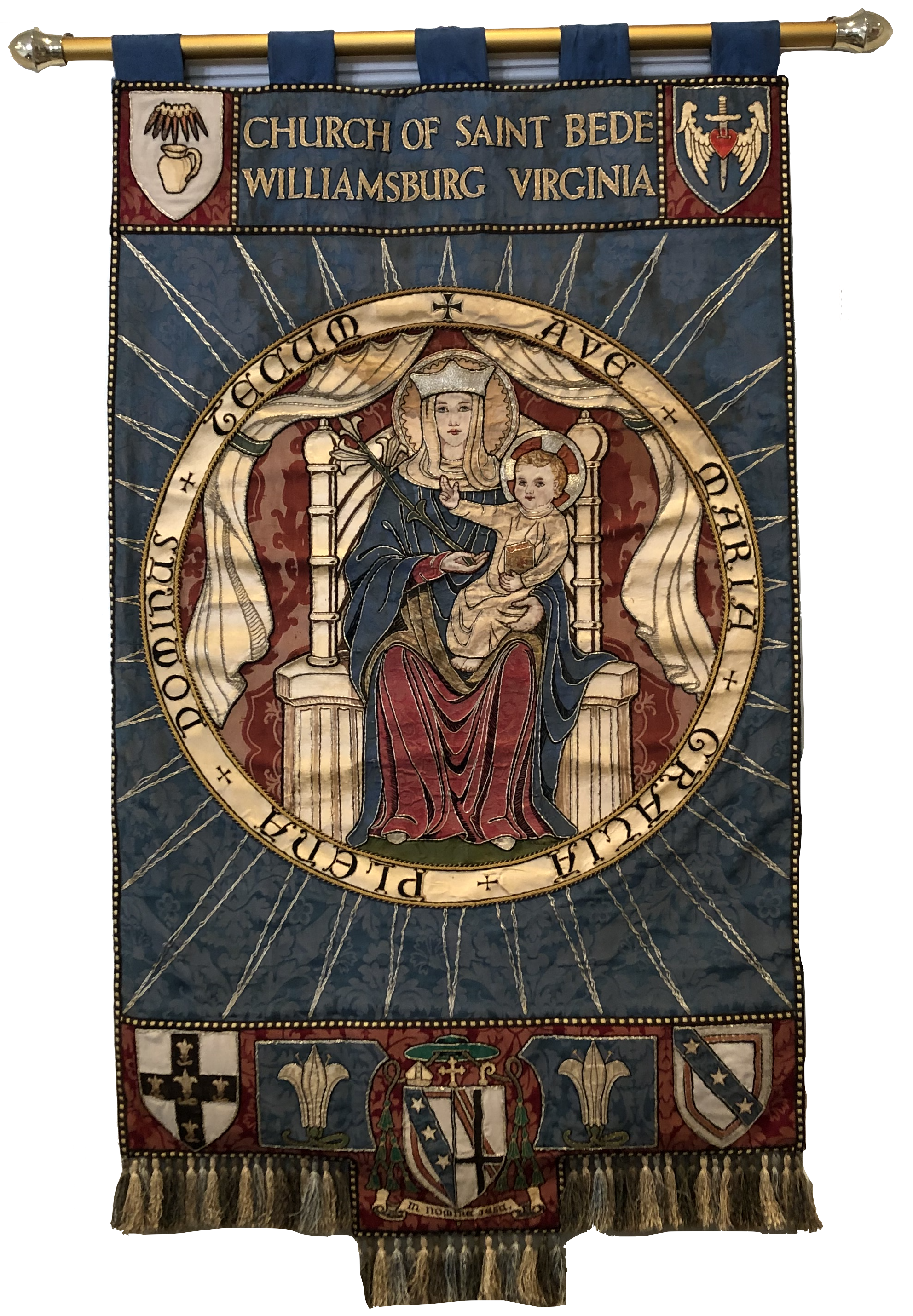
Banner da Igreja de St. Bede representando Nossa Senhora de Walsingham.

Freqüentemente, há uma dimensão ecumênica nas peregrinações a Walsingham, com muitos peregrinos chegando à Capela Slipper e depois caminhando para a Santa Casa no santuário anglicano. Student Cross é a mais longa peregrinação contínua a pé na Grã-Bretanha para Walsingham, que ocorre durante a Semana Santa e a Páscoa.

Nos Estados Unidos, o Santuário Nacional de Nossa Senhora de Walsingham para a Igreja Episcopal está localizado em Grace Church, Sheboygan, Wisconsin, e para a Igreja Católica na Igreja de Saint Bede, Williamsburg, Virginia. Nossa Senhora de Walsingham é lembrada pelos católicos em 24 de setembro e pelos anglicanos em 15 de outubro. O ordinariato pessoal estabelecido para ex-anglicanos na Inglaterra e no País de Gales leva o nome de Nossa Senhora de Walsingham. A catedral do Ordinariato Pessoal da Cadeira de São Pedro em Houston, Texas, leva o nome de Nossa Senhora de Walsingham. O santuário nacional católico de Nossa Senhora de Walsingham é uma capela separada que pertence à paróquia da Igreja de St. Bede em Williamsburg, Virginia. A paróquia ortodoxa de Antioquia de rito ocidental com o nome de Nossa Senhora de Walsingham fica em Mesquite, Texas. Há um escapulário devocional anglicano azul conhecido como o escapulário de Nossa Senhora de Walsingham. 

## Estudos
- Dominic Janes and Gary Waller (eds), Walsingham in Literature and Culture from the Middle Ages to Modernity (Aldershot, Ashgate, 2010).
- John Rayne-Davis, Peter Rollings, Walsingham: England’s National Shrine of Our Lady (London, 2010).
- Waller, Gary. Walsingham and the English Imagination. (Aldershot, Ashgate, 2011).
- Bill Flint, "Edith the Fair" (Gracewing, 2015). ISBN 978-0-85244-870-0ISBN 978-0-85244-870-0